# ارتش نامنظم

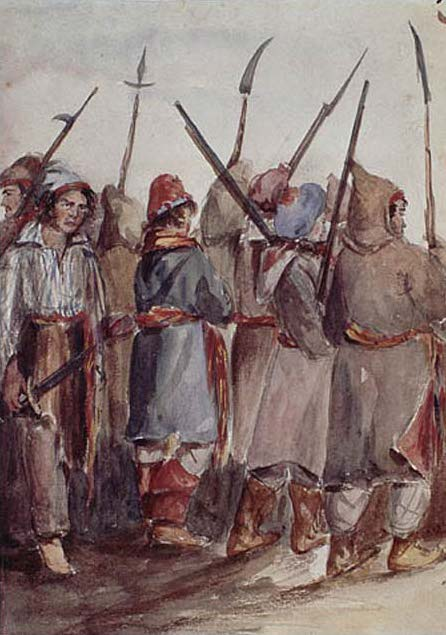

ارتش نامنظم یا سازمان/واحد نظامی غیر مرسوم هر جزء نظامی غیر استانداردی (به رسمیت نشناخته شده) است که از نیروهای مسلح ملی یک کشور متمایز باشد. از آنجایی که با طرد شدگی از آنها تعریف می‌شود، تفاوت قابل توجهی در آنچه در این اصطلاح آمده است وجود دارد. می‌تواند به نوعی سازمان نظامی یا نوعی تاکتیک‌های مورد استفاده اشاره داشته باشد. سازمان نظامی نامنظم سازمانی است که جزء سازمان ارتش عادی نباشد. بدون سازماندهی واحد نظامی استاندارد، نام‌های عمومی‌تری اغلب استفاده می‌شود. چنین سازمان‌هایی را می‌توان یک نیرو، پارتیزانان، واحد، ستون، گروه یا رزم آور نامید. نامنظم‌ها سربازان یا رزمندگانی هستند که در این سازمان‌ها عضویت دارند یا اعضای یگان‌های نظامی ویژه ای هستند که از تاکتیک‌های نظامی نامنظم استفاده می‌کنند. این امر در مورد واحدهای پیاده‌نظام نامنظم و سواره نظام نامنظم نیز صدق می‌کند. اصطلاح جنگجویان جنگ‌های نامنظم یا خود این واژه تفاوت بسیاری با یک ارتش نامنظم دارد که در ادامه مقاله به آن پرداخته خواهد شد.
- سربازان نامنظم در منطقه بوهارنویس، استان کبک، جنوب کانادا، قرن نوزدهم میلادی

جنگ نامنظم جنگی است که از تاکتیک‌هایی استفاده می‌کند که معمولاً توسط سازمان‌های نظامی نامنظم استفاده می‌شود. آنها شامل اجتناب از نبرد در مقیاس بزرگ، و تمرکز بر درگیری‌های کوچک، مخفیانه، ضربه و فرار است!

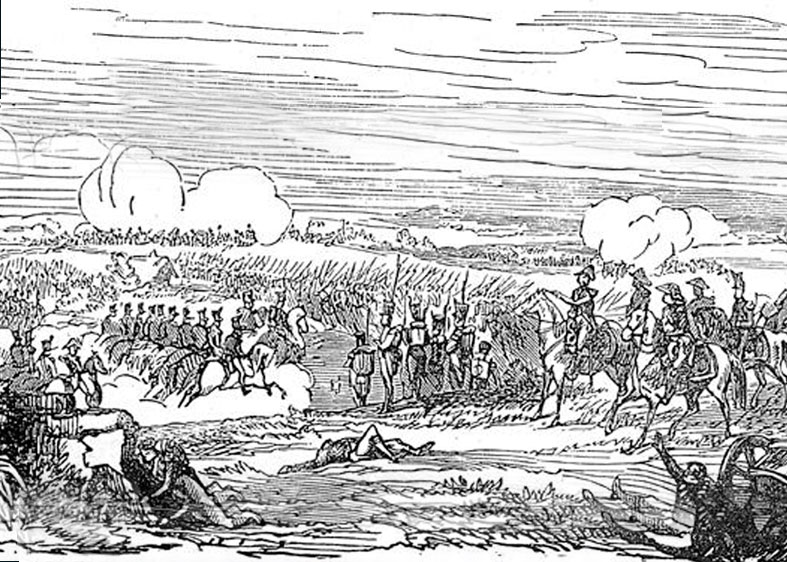

- نمونه بارز این نوع ارتش، ارتش شکست خورده در وردلوما است، جایی که میهن‌پرستان شکست خوردند.

## منظم در مقابل نامنظم
واژه‌های «نظم» و «نامنظم» صدها سال است که معمولاً با ابهام کمی برای توصیف نیروهای رزمی استفاده می‌شود. الزامات زنجیره فرماندهی یک دولت باعث می‌شود که ارتش منظم به خوبی تعریف شود و هرکسی که خارج از آن می‌جنگد، غیر از نیروهای رسمی شبه نظامی، نامنظم است. در صورت زیر سؤال رفتن مشروعیت ارتش یا مخالفان آن، تعاریف قانونی ایجاد شده است. در حقوق بین‌الملل بشردوستانه، اصطلاح «نیروهای نامنظم» به دسته‌ای از رزمندگان گفته می‌شود که شامل افرادی می‌شوند که بخشی از نیروهای مسلح یک طرف درگیری مسلحانه، بین‌المللی یا داخلی را تشکیل می‌دهند، اما متعلق به نیروهای منظم آن حزب نیستند و در داخل آن فعالیت می‌کنند. یا خارج از قلمرو خودشان، حتی اگر قلمرو تحت اشغال باشد. کنوانسیون سوم ژنو ۱۹۴۹ از «نیروهای مسلح منظم» به عنوان یک تمایز مهم استفاده می‌کند. کمیته بین‌المللی صلیب سرخ (ICRC) یک سازمان غیردولتی است که مسئول اصلی تدوین و تکمیل موفقیت‌آمیز سومین کنوانسیون ژنو در رابطه با رفتار با اسیران جنگی (GPW) است. کمیته بین‌المللی صلیب سرخ تفسیری ارائه کرد که می‌گفت «نیروهای مسلح منظم» چهار شرط کنوانسیون لاهه (۱۸۹۹ و ۱۹۰۷) (لاهه ۴) را برآورده می‌کنند. به عبارت دیگر، «نیروهای منظم» باید معیارهای زیر را رعایت کنند:
- تحت فرمان فردی مسئول زیردستان خود در یک طرف درگیری
- داشتن یک نشان متمایز ثابت که از فاصله دور قابل تشخیص است
- علنا حمل سلاح
- انجام عملیات مطابق با قوانین و آداب و رسوم جنگ
- به‌طور گسترده، نیروهای رزمی که این معیارها را برآورده نمی‌کنند، «نیروهای نامنظم» نامیده می‌شوند.